# Иваново (село, Русенская область)
Иваново (болг. Иваново) — село в Болгарии. Находится в Русенской области, входит в общину Иваново. В ряде дореволюционных источников описывается как Иован-Чифлик или Иваново-Чифлик.
Население составляет 870 человек.

## Политическая ситуация
Иваново подчиняется непосредственно общине и не имеет своего кмета.
Кмет (мэр) общины Иваново — Данка Йорданова Матеева (коалиция партий: Земледельческий народный союз (ЗНС), Болгарская социал-демократия (БСД)) по результатам выборов.

## Достопримеательности
- Мемориал Сергея Максимилиановича, герцога Лейхтенбергского — племянника императора Александра II, погибшего в разведке на окраине села в 1877 году во время русско-турецкой войны за освобождение Болгарии[3].